# أياس
أياس، (بالإنجليزية: Ayas)، هي (بلدية) سبارو، في وادي أوستا، في شمال غرب إيطاليا، مع 1359 نسمة في عام 2010.

## السكان
في سنة 1861 بلغ عدد السكان 1٬704 نسمة، وتطور العدد ليصل في سنة 2011 لـ 1٬359 نسمة.
يظهر هذا المخطط البياني تطور النمو السكاني لـ أياس